# 1938

## Esdeveniments
Països Catalans
- 7 de març, mar Mediterrània, Batalla del Cap de Palos: l'almirall republicà Ubieta, al capdavant dels creuers Libertad i Méndez Núñez i cinc destructors, enfonsa el creuer Baleares, del bàndol nacional, Guerra Civil espanyola).[1]
- 16 a 18 de març, Barcelona: l'aviació franquista hi fa els bombardejos més devastadors que patirà la ciutat en la Guerra Civil espanyola.
- 28 de març, Fraga, Baix Cinca: el bàndol nacional ocupa la vila durant l'Ofensiva d'Aragó.[2]
- 3 d'abril, Lleida, Segrià: el bàndol nacional ocupa la ciutat.[3]
- 4 d'abril, Morella, Ports: el bàndol nacional ocupa la vila.[4]
- 8 d'abril, Catalunya: tres dies després d’ocupar Lleida, el govern franquista va aprovar una llei que abolia l'Estatut català.[5]
- 15 d'abril, nord del País Valencià: el bàndol nacional arriba al Mediterrani per Vinaròs.[4]
- 17 d'abril, Vielha, Vall d'Aran: el bàndol nacional ocupa la vila.[6]
- 28 d'abril, Catalunya: les autoritats republicanes ordenen la mobilització dels joves de la quinta del 41, coneguts com la quinta del biberó.
- 16 de juny, Castelló de la Plana: el bàndol nacional ocupa la ciutat.[7]
- 25 de juliol: Catalunya: Comença la batalla de l'Ebre, la més sagnant de la Guerra civil espanyola.[8]
- 21 de setembre: El President de la República, Doctor Negrín anuncia la retirada de les Brigades Internacionals a la Societat de Nacions, que condemna el cop militar, però no aten les peticions d'ajuda.[9]
- 28 d'octubre, Espanya: les Brigades Internacionals abandonen el país.
- octubre: tancament del diari Front Popular/Front Antifeixista/Llibertat
- 5 de novembre, Tarragona: l'aviació del bàndol nacional bombardeja la ciutat.[10]
- 16 de novembre, Catalunya, esp. Terra Alta i Ribera d'Ebre: S'acaba la batalla de l'Ebre, la més sagnant de la Guerra Civil espanyola.[11]

Resta del món
- 1 de gener, Brasil: Getúlio Vargas hi inicia el moviment "Estado Novo", de tendència feixista.
- 12 de febrer Elizabeth (Nova Jersey) (EUA): Judy Blume, escriptora estatunidenca de literatura infantil i juvenil
- 22 de febrer, Terol: acaba la batalla de Terol amb victòria franquista. Va començar el dia 15 de desembre del 1937.
- 12 de març, Àustria: es produeix l'Anschluss, l'annexió d'Àustria al Tercer Reich pel règim nazi.
- 14 de març, Viena (Àustria)ː Adolf Hitler entra a Viena on és aclamat per 200 000 austríacs.
- 18 d'abril, Estats Units: es publica el primer número d'Action Comics que inclou la primera aparició de Superman, per Jerry Siegel (guió) i Joe Shuster (dibuix i tinta).
- 30 d'octubre, EUA: Orson Welles provoca el caos en la societat nord-americana amb l'emissió radiofònica de La guerra dels mons.[12]
- 9 de novembre, Alemanya: els pogroms fomentats pel govern alemany culminen en una operació anomenada Nit dels vidres trencats en què centenars de sinagogues són destruïdes.[13]
- El mot gai, s'utilitza per primer cop al cinema a la pel·lícula "Quina fera de nena!".[14]

### Premis Nobel
| Camp                  | Guardonats          |
| --------------------- | ------------------- |
| Física                | - Enrico Fermi      |
| Química               | - Richard Kuhn      |
| Medicina o Fisiologia | - Corneille Heymans |
| Literatura            | - Pearl S. Buck     |
| Pau                   | - Passaport Nanssen |

## Naixements
Països Catalans
- 27 de gener, Ripoll: Concepció Ferrer i Casals, filòloga i política catalana, ha estat diputada i eurodiputada.[15]
- 5 de març, Badalona, Barcelonès: Jordi Dauder i Guardiola, actor català.[16]
- 7 de març, Reus, el Baix Camp: Sefa Ferré, pintora catalana.[17]
- 15 de març, Esparreguera, Baix Llobregat Lluís Subirana i Rebolloso, estudiós de la sardana.
- 18 de març, Barcelona: Núria Quevedo Teixidó, artista visual –pintora i artista gràfica–, resident a Berlín.[18]
- 7 de maig, Barcelona: Pepita Ferrer i Lucas, jugadora i monitora d'escacs, la primera Mestre Internacional Femení de l'estat[19]
- 11 de maig, Sanaüja, la Segarra: Joan Margarit, poeta i arquitecte català.[20]
- 12 de maig, Perpinyà: Marie-Josée Roig, professora associada de lletres i política nord-catalana.[21]
- 19 de juny, Carlet, la Ribera Alta: Ramon Trullenque Peris, metge cirurgià i historiador valencià.
- 22 de setembre, Barcelona: Lola Salvador Maldonado, novel·lista i guionista catalana que firma també com a Salvador Maldonado.[22]
- 28 d'octubre, Olot, Garrotxa: Fabià Puigserver, escenògraf, figurinista, actor, director teatral, promotor de les arts escèniques (m.1991).[23]
- 1 de desembre, Barcelona: Montserrat Aparici i Isern, mezzosoprano catalana.[24]

Resta del món
- 1 de gener, Edimburg, Escòcia: Edith Mary Wightman, historiadora i arqueòloga escocesa[25]
- 5 de gener, Roma, Regne d'Itàlia: Joan Carles I d'Espanya, rei d'Espanya.
- 6 de gener, Bakhmut, RSS d'Ucraïna: Larissa Iukhímivna Xepitko, directora de cinema, guionista i actriu soviètica ucraïnesa[26]
- 12 de gener, Shiniujiang, República de la Xina: Mo Yingfeng, escriptor i guionista xinès
- 25 de gener, Los Angeles: Etta James, cantant estatunidenca de blues, soul, gospel, jazz…[27]
- 28 de gener, Estocolm, Suècia: Tomas Lindahl, científic suec, Premi Nobel de Química de l'any 2015.
- 14 de febrer, Intra, Verbania: Antonio Dal Masetto, escriptor i periodista italià nacionalitzat argentí.
- 5 de març, Chicago, Estats Units: Lynn Margulis, creadora de la teoria endosimbiòtica[28]
- 7 de març:
  - Nova York, Estats Units: David Baltimore, microbiòleg estatunidenc.
  - Carcassona, Llenguadoc, França: Albert Fert, físic francès.
- 14 de març, Vitória da Conquista, Brasil: Glauber Rocha, director de cinema brasiler, actor i guionista
- 17 de març, Irkutsk, Sibèria, URSS: Rudolf Nuréiev, ballarí soviètic.
- 18 de març, Yingshang, República de la Xina: Dai Houying, escriptora xinesa, famosa per dos llibres que escriure a principis dels anys vuitanta, "¡Humanitat ah, humanitat! " i " La mort d'un poeta i representatius de la "Literatura de les cicatrius" [29]
- 26 de març, Londres, Anglaterra: Anthony James Leggett, físic anglès.
- 2 d'abril, Anvers: Martine Franck, fotògrafa belga, membre de l'Agència Magnum[30]
- 8 d'abril, Kumasi, Ghana: Kofi Annan, polític ghanès, secretari general de l'ONU i Premi Nobel de la Pau del 2001[31]
- 13 d'abril, Brăila, Romania: Catalina Buzoianu, directora i pedagoga teatral romanesa[32]
- 14 d'abril, Cortes de Navarra, País Basc: Mario Gaviria Labarta, sociòleg basc.
- 20 d'abril, Merrylands, Austràlia: Betty Cuthbert, atleta australiana, guanyadora de quatre medalles olímpiques d'or en proves de velocitat[33]
- 3 de maig, South Shields, Anglaterra: Lindsay Kemp, ballarí, actor, mestre, mim i coreògraf anglès[34]
- 8 de maig, Nogent-sur-Marne, França: Jean Giraud («Moebius»), dibuixant de còmics i il·lustrador francès[35]
- 15 de maig, Toló, França: Mireille Darc fou una actriu provençal i model francesa.[36]
- 25 de maig, Clatskanie, Oregon, EUA: Raymond Carver, poeta i escriptor de contes estatunidenc [37]
- 26 de maig, Toronto, Canadà: Teresa Stratas, soprano canadenca.[38]
- 2 de juny, Pamplona, Navarra: Carlos Garaikoetxea Urriza, polític, advocat i economista navarrès d'ideologia nacionalista basca. Primer lehendakari del Govern Basc després de la promulgació de l'Estatut de Guernica.[39]
- 10 de juny, Lieja Bèlgica: Violetta Villas, cantant, compositora, lletrista i actriu de teatre i de cinema polonesa [40]
- 16 de juny, Lockport, Nova York: Joyce Carol Oates, escriptora estatunidenca.[41]
- 17 de juny, Elisario, Brasil: Clodovil Hernandes, diputat i presentador de la TV brasilera.
- 26 de juny, Lisboa: Maria Velho da Costa, escriptora portuguesa, Premi Luís de Camões de l'any 2002.[42]
- 3 de juliol, Durham, Anglaterra: Jean Aitchison, lingüista, professora i investigadora britànica.[43]
- 20 de juliol, Leningrad, URSS: Aleksei Iúrievitx Guerman, guionista i director de cinema rus.
- 27 de juliol, Lilla: Isabelle Aubret, cantant francesa.[44]
- 21 de juliol, Miami: Janet Reno, jurista estatunidenca, Fiscal General dels EUA[45]
- 1 de setembre, Copenhaguen, Dinamarca: Per Kirkeby, pintor, escultor, realitzador de pel·lícules i escriptor danès.
- 2 de setembre, Roma, Itàlia: Carlo Bordini, historiador i poeta.
- 3 de setembre, Kōbe, Japó: Ryōji Noyori, químic japonès.Premi Nobel de Química de l'any 2001.[46]
- 23 de setembre, Viena, Àustria: Romy Schneider, actriu austríaca
- 28 de setembre, Henderson, Carolina del Nord, EUA: Ben E. King, cantant de soul i rhythm and blues estatunidenc.[47]
- 4 d'octubre, Aaberg, Suïssa: Kurt Wüthrich, químic suís, Premi Nobel de Química de l'any 2002.
- 13 d'octubre, Màntua, Itàlia: Enzo Dara fou un baix italià[48]
- 22 d'octubre, Leytonstone, Londres, Anglaterra: Derek Jacobi, actor anglès[49]
- 29 d'octubre, Monròvia, Libèria: Ellen Johnson Sirleaf, 24a Presidenta de Libèria, Premi Nobel de la Pau de 2011.[50]
- 2 de novembre:
  - Psychico, Atenes, Grècia: Sofia de Grècia, reina consort d'Espanya casada amb el rei Joan Carles.[51]
  - San Francisco: Richard Serra, escultor nord-americà
- 5 de novembre, Nova York, Estats Units: Joe Dassin, cantautor d'origen estatunidenc.
- 13 de novembre, Marshalltown, Estats Units: Jean Seberg, actriu nord-americana
- 19 de novembre, Cincinnati, Estats Units: Ted Turner, fundador de la cadena internacional de notícies CNN.
- 30 de novembre, Caneiru, Valdés, Astúries: Margarita Salas, bioquímica.[52]
- 16 de desembre
  - Tòquio, Japó: Liv Ullmann, actriu noruega.
  - Fraissinet, França: Rogièr Teulat, lingüista occità.[53]
- Kikkeri, Regne de Mysore, Índia britànica: K. S. L. Swamy, director de cinema, productor, actor i cantant de playback indi.
- Rabat: Mohammed Berrada, escriptor, novel·lista i traductor.
- Tànger: Badia Hadj Nasser, escriptora i psicoanalista.

## Necrològiques
Països Catalans
- 5 de gener, el Brull, Osona: Bartomeu Rosselló-Pòrcel, poeta i traductor mallorquí (n. 1913).[54]
- 23 de febrer
  - Gènova: Joan Costa i Deu, periodista i escriptor català.
  - Barcelona: Miquel Llobet i Solés, compositor i guitarrista català (n. 1878).
- 9 d'abril, Burgos, Espanya: Manuel Carrasco i Formiguera, polític catalanista, executat després d'un procés sumaríssim ple d'irregularitats durant la Guerra Civil espanyola (n. 1890).[55]
- 2 de juliol, Inca, (Mallorca), Gabriel Buades i Pons, anarcosindicalista, assassinat pels inssurrectes franquistes.
- 1 d'agost, Sabadell, Vallès Occidental: Miquel Carreras i Costajussà, advocat, historiador, arxiver i filòsof sabadellenc.
- 2 de setembre, Polop, Marina Baixa: Lluïsa Vela, una de les grans sopranos de la primera part del segle xx espanyol (n. 1884).[56]
- 2 de desembre, Sant Sebastià de Montmajor, Vallès Oriental: Joan Vila i Cinca, pintor català.
- Barcelona: Aurora Malagarriga i Ormart, pintora catalana de flors i fruits (n. 1883).[57]
- Barcelona: Elvira Malagarriga i Ormart, pintora catalana de retrats, paisatges i flors (n. 1886).[58]

Resta del món
- 8 de febrer, Gant, Bèlgica: Edward Anseele, polític, cofundador del Partit Obrer Belga (81 anys)
- 13 de març, Moscou, URSS: Nikolai Bukharin, líder revolucionari soviètic assassinat per l'estalinisme (n. 1888)(49 anys).[13]
- 7 d'abril, París, França: Suzanne Valadon, pintora impressionista francesa (n. 1865).[59]
- 4 de maig, Berlín: Carl von Ossietzky, escriptor i pacifista alemany, premi Nobel de la Pau el 1935 (n. 1889).[60]
- 13 de maig, Sèvres (França): Charles Édouard Guillaume, físic suís, Premi Nobel de Física de 1920 (n. 1861).
- 28 de maig, Santander: Matilde Zapata, directora del diari càntabre La Región, afusellada pel franquisme (n. 1906).[61]
- 15 de juny, Davos, (Suïssa: Ernst Ludwig Kirchner, pintor expressionista alemany. (58 anys).
- 26 de juny, Wicasset, Maine (EUA): James Weldon Johnson, autor, polític, diplomàtic, crític, periodista, poeta, antologista, educador, advocat, compositor de cançons, activista dels drets humans i prominent figura dins el moviment cultural Harlem Renaissance (n. 1871).[62]
- 4 de juliol, París: Suzanne Lenglen, tennista francesa, una de les millors de tots els temps.[63]
- 28 de juliol: Poço Redondo: Maria Bonita, cangaceira brasilera (n. 1911).[64]
- 15 de setembre, Baltimore, Maryland (EUA): Thomas Wolfe, escriptor estatunidenc (n. 1900).[65]
- 19 de setembre, Beverly Hills: Pauline Frederick, actriu estatunidenca de cinema mut.[66]
- 25 d'octubre, Mar del Plata, Argentina, Alfonsina Storni, poeta i escriptora argentina (n. 1892).[67]
- 10 de novembre, Ankara, Turquia: Mustafà Kemal Atatürk, primer president de Turquia (n. 1881).[13]
- 17 de novembre: Robert Chalmers, alt funcionari britànic
- 3 de desembre, Milà: Antonia Pozzi, poeta italiana (n. 1912).[68]
- 11 de desembre, Oslo (Noruega): Christian Lous Lange, historiador, Premi Nobel de la Pau de 1921 (n. 1869).
- 25 de desembre, Batalla de l'Ebre: Alfonso María de Borbón y Pintó, militar espanyol.
- 31 de juliol, Madrid: José María Alvira Almech, compositor aragonès.
- 25 de desembre, Praga, Txèquia: Karel Čapek, escriptor txec, creador del terme “robot” (48 anys).
- 27 de desembre, Beverly Hills: Florence Lawrence, actriu de cinema mut, la primera gran estrella cinematogràfica (n.1886).[69]